# استین
شهر استین (به فرانسوی: Estinnes) در شهرستان توئن  در استان انو  در منطقه فدرال والوون در کشور بلژیک واقع شده‌است.